# Línea 263 (Interurbanos Madrid)
La línea 263 de la red de autobuses interurbanos de Madrid une la estación de metro de Barajas (Madrid) con Cobeña y Algete.

## Características
Esta línea une Madrid con Cobeña en aproximadamente 15 min y con Algete en 30 min.
Esta línea fue creada a finales de 2004, fruto de la división en dos de la antigua línea 183, que partiendo del Intercambiador de Plaza de Castilla pasaba primero por Algete y tenía su cabecera en Cobeña, con ciertas expediciones que ampliaban su recorrido hasta Barajas. Estas prolongaciones con cabecera en Barajas fueron absorbidas por la línea 263, renombrando la línea 183 de su antigua denominación 183 Madrid (Plaza Castilla) - Algete - Cobeña - Barajas a la posterior 183 Madrid (Plaza Castilla) - Cobeña. A mediados del 2008 la línea 183 se volvió a reordenar, estableciendo su cabecera en Algete y dejando Cobeña como población de paso intermedio.
Es la única línea del corredor 2 que es llevada por Interbus, es la única línea de Interbus que se adentra en el barrio de Barajas (perteneciendo el resto de líneas a ALSA o Empresa Montes) y es la única línea interurbana de Algete y Cobeña con una cabecera en Madrid distinta al Intercambiador de Plaza de Castilla.
La línea sirve de complemento con la línea 213 para comunicar la zona de polígonos industriales de Paracuellos de Jarama con Barajas.
Siguiendo la numeración de líneas del CRTM, las líneas que circulan por el corredor 2 son aquellas que dan servicio a los municipios situados en torno a la A-2 y comienzan con un 2. En concreto la línea 263 sólo está dentro de la decena 260 con las líneas 260 y 261 aunque no existe ninguna relación entre ellas.
La línea no mantiene los mismos horarios todo el año, desde el 16 de julio al 31 de agosto se reducen el número de expediciones los días laborables entre semana (sábados laborables, domingos y festivos tienen los mismos horarios todo el año), además de los días excepcionales vísperas de festivo y festivos de Navidad en los que los horarios también cambian y se reducen.
Está operada por la empresa Interbus mediante la concesión administrativa VCM-101 - Madrid - Alcobendas - Algete - Tamajón (Viajeros Comunidad de Madrid) del Consorcio Regional de Transportes de Madrid.

## Horarios

### 1 septiembre - 15 julio
| Lunes a viernes laborables | Lunes a viernes laborables | Sábados laborables, domingos y festivos | Sábados laborables, domingos y festivos |
| Madrid > Cobeña > Algete   | Algete > Cobeña > Madrid   | Madrid > Cobeña > Algete                | Algete > Cobeña > Madrid                |
| 06:30                      | 06:05                      | 06:20                                   | 06:10                                   |
| 07:40                      | 07:05                      | 08:05                                   | 07:40                                   |
| 09:05                      | 08:25                      | 10:05                                   | 09:40                                   |
| 10:20                      | 09:40                      | 16:05                                   | 15:40                                   |
| 11:50                      | 11:05                      | 18:05                                   | 17:40                                   |
| 13:20                      | 12:35                      |                                         |                                         |
| 14:50                      | 14:05                      |                                         |                                         |
| 16:20                      | 15:35                      |                                         |                                         |
| 17:50                      | 17:05                      |                                         |                                         |
| 19:30                      | 18:45                      |                                         |                                         |
| 21:30                      | 20:50                      |                                         |                                         |

### 16 julio - 31 agosto
| Lunes a viernes laborables | Lunes a viernes laborables | Sábados laborables, domingos y festivos | Sábados laborables, domingos y festivos |
| Madrid > Cobeña > Algete   | Algete > Cobeña > Madrid   | Madrid > Cobeña > Algete                | Algete > Cobeña > Madrid                |
| 07:15                      | 06:30                      | 06:20                                   | 06:10                                   |
| 08:05                      | 07:40                      | 08:05                                   | 07:40                                   |
| 10:05                      | 09:40                      | 10:05                                   | 09:40                                   |
| 12:05                      | 11:40                      | 16:05                                   | 15:40                                   |
| 14:05                      | 13:40                      | 18:05                                   | 17:40                                   |
| 16:05                      | 15:40                      |                                         |                                         |
| 18:05                      | 17:40                      |                                         |                                         |
| 20:05                      | 19:40                      |                                         |                                         |
| 22:05                      | 21:40                      |                                         |                                         |

## Recorrido y paradas

### Sentido Cobeña - Algete
La línea tiene su cabecera en la avenida de Logroño, junto a la estación de Barajas, punto en que enlaza con varias líneas interurbanas y las líneas 151 y 166 de la EMT Madrid. Inicia su recorrido por la misma avenida de Logroño en dirección a Paracuellos de Jarama, saliendo del casco histórico de Barajas por la carretera M-111.
En esta carretera tiene varias paradas que dan servicio al polígono industrial de Paracuellos de Jarama. La abandona al llegar a la intersección con la carretera M-103 que toma en dirección a Cobeña.
A continuación, entra en Cobeña, cuyo casco urbano atraviesa por las calles Madrid y Olivo hasta salir de nuevo a la carretera M-103, que toma en dirección a Algete.
Entra a Algete por la calle Mayor, desviándose enseguida a la derecha por la calle del Caldo y al final de la misma gira a la izquierda por la Ronda de la Constitución, que recorre hasta la intersección con la calle de Alcalá, donde tiene su cabecera.
| Código | Zona | Localidad             | Denominación                                         | Ubicación                            | Líneas de la parada          | Metro   |
| ------ | ---- | --------------------- | ---------------------------------------------------- | ------------------------------------ | ---------------------------- | ------- |
| 07333  |      | Madrid                | Avenida de Logroño - Plaza de Pajarones              | Avenida de Logroño Nº162             | 211 212 213 256 263 827 N204 | Barajas |
| 07335  |      | Madrid                | Carretera M-111 - Depuradora de Valdebebas           | M-111 km. 3                          | 211 212 213 256 263 N204     |         |
| 07360  |      | Paracuellos de Jarama | Carretera M-111 - Polígono industrial El Cervellón   | M-111 km. 3,5                        | 213 263                      |         |
| 07345  |      | Paracuellos de Jarama | Carretera M-111 - Calle Polvorines                   | M-111 km. 4,4                        | 210 213 263                  |         |
| 07347  |      | Paracuellos de Jarama | Carretera M-111 - Polígono industrial El Pulido      | M-111 km. 4,7                        | 210 213 263                  |         |
| 07307  |      | Paracuellos de Jarama | Carretera M-111 - Camino de Camposanto               | M-111 km. 5,4                        | 210 213 263                  |         |
| 07348  |      | Paracuellos de Jarama | Carretera M-111 - Polígono industrial Guillermo Mesa | M-111 km. 5,7                        | 210 213 263                  |         |
| 07349  |      | Paracuellos de Jarama | Carretera M-111 - La Granja                          | M-111 km. 6,3                        | 210 213 263                  |         |
| 07350  |      | Paracuellos de Jarama | Carretera M-111 - Urbanización Lomas del Jarama      | M-111 km. 6,8                        | 210 213 263                  |         |
| 17986  |      | Cobeña                | Carretera M-103 - Urbanización El Mirador de Cobeña  | M-103 km. 3,1                        | 183 185 263                  |         |
| 06738  |      | Cobeña                | Calle del Olivo - Clínica municipal                  | Calle del Olivo Nº14                 | 183 185 263                  |         |
| 10026  |      | Cobeña                | Carretera M-118 - Camino de la Dehesa                | Calle del Olivo Nº2D                 | 183 185 263                  |         |
| 11949  |      | Cobeña                | Carretera M-103 - Polideportivo                      | Carretera M-103 km. 5,9              | 183 185 254 263 FS2          |         |
| 06740  |      | Algete                | Calle Mayor - Calle de San Juan de la Cruz           | Calle Mayor Nº50                     | 180 181 182 183 185 263      |         |
| 13074  |      | Algete                | Calle del Caldo - Casa de la Juventud                | Calle del Caldo S/Nº                 | 180 181 182 183 263 N103 i1  |         |
| 06741  |      | Algete                | Calle Ronda de la Constitución - Calle de Alcalá     | Calle Ronda de la Constitución Nº137 | 180 181 182 183 263 N103 i1  |         |

### Sentido Madrid (Barajas)
El recorrido de Algete a Madrid es similar al de la ida pero en sentido contrario exceptuando la salida de Algete, que la hace por la calle San Roque, plaza de la Constitución y tomando ahí la calle Mayor hasta salir a la carretera.
| Código | Zona | Localidad             | Denominación                                                  | Ubicación                            | Líneas de la parada          | Metro   |
| ------ | ---- | --------------------- | ------------------------------------------------------------- | ------------------------------------ | ---------------------------- | ------- |
| 06741  |      | Algete                | Calle Ronda de la Constitución - Calle de Alcalá              | Calle Ronda de la Constitución Nº137 | 180 181 182 183 263 N103 i1  |         |
| 11698  |      | Algete                | Calle Ronda de la Constitución - Calle de la Fuente del Noque | Calle Ronda de la Constitución Nº113 | 180 181 182 183 263 N103 i1  |         |
| 06743  |      | Algete                | Plaza de la Constitución - Biblioteca                         | Plaza de la Constitución Nº5         | 180 181 182 183 263 N103 i1  |         |
| 06744  |      | Algete                | Calle Mayor - Parque de los Olivos                            | Calle Mayor Nº50                     | 180 181 182 183 185 263 N103 |         |
| 11948  |      | Cobeña                | Carretera M-103 - Polideportivo                               | Carretera M-103 km. 5,9              | 183 185 254 263 FS2 N103     |         |
| 10025  |      | Cobeña                | Calle del Olivo - Plaza de las Eras de Arriba                 | Calle del Olivo Nº1                  | 183 185 263 N103             |         |
| 12621  |      | Cobeña                | Calle del Olivo - Clínica municipal                           | Calle del Olivo Nº16                 | 183 185 263 N103             |         |
| 17985  |      | Cobeña                | Carretera M-103 - Urbanización El Mirador de Cobeña           | M-103 km. 3,1                        | 183 185 263 N103             |         |
| 07354  |      | Paracuellos de Jarama | Carretera M-111 - Urbanización Lomas del Jarama               | M-111 km. 6,8                        | 210 213 263                  |         |
| 07355  |      | Paracuellos de Jarama | Carretera M-111 - La Granja                                   | M-111 km. 6,3                        | 210 213 263                  |         |
| 07356  |      | Paracuellos de Jarama | Carretera M-111 - Polígono industrial Guillermo Mesa          | M-111 km. 5,7                        | 210 213 263                  |         |
| 07306  |      | Paracuellos de Jarama | Carretera M-111 - Camino de Camposanto                        | M-111 km. 5,4                        | 210 213 263                  |         |
| 07357  |      | Paracuellos de Jarama | Carretera M-111 - Polígono industrial El Pulido               | M-111 km. 4,7                        | 210 213 263                  |         |
| 07359  |      | Paracuellos de Jarama | Carretera M-111 - Calle de Juan Ramón Jiménez                 | M-111 km. 4,2                        | 210 213 263                  |         |
| 16198  |      | Paracuellos de Jarama | Carretera M-111 - Polígono industrial Lama                    | M-111 km. 3,7                        | 210 213 263                  |         |
| 07361  |      | Madrid                | Carretera M-111 - Depuradora de Valdebebas                    | M-111 km. 3                          | 211 212 213 256 263 N204     |         |
| 17306  |      | Madrid                | Avenida de Logroño - Estación de Barajas                      | Avenida de Logroño Nº365             | 256 263                      | Barajas |

1. 1 2  Sólo permite el descenso de viajeros